# Центральноафриканская раса

Тип негрилло из книги Огастеса Генри Кина «Человек, прошлое и настоящее», 1899

Центральноафрика́нская ра́са (также негрилльская раса, пигмейская раса, негрилли) — одна из человеческих рас, относится к так называемым малым расам. Её представителями являются  пигмеи, населяющие небольшими островными ареалами тропические леса Экваториальной и Восточной Африки. Входит вместе с негрской и южноафриканской расами в состав большой негроидной расы. Характерной особенностью центральноафриканской расы является очень низкий рост — в некоторых группах в среднем до 140 см.
В работах Г. Ф. Дебеца, Я. Я. Рогинского и М. Г. Левина, а также В. В. Бунака и других исследователей центральноафриканская раса упоминается помимо прочего под названием «негрилльская (негрильская) раса».

## Признаки
Центральноафриканская малая раса характеризуется следующими признаками:
- крайне низкая длина тела — до 142—145 см у мужчин, в частности, средний рост пигмеев мбути из Демократической Республики Конго составляет 144 см у мужчин и 137 см у женщин[10];
- чуть более светлая кожа в сравнении с представителями суданского антропологического типа;
- более сильное развитие третичного волосяного покрова, прежде всего на лице, в сравнении с соседними группами негрских популяций;
- небольшие размеры лица;
- очень выпуклые глаза;
- более тонкие, чем обычно для негроидной расы, губы;
- крайне широкий нос с плоским переносьем, чуть более сильно выступающий в сравнении с негроидами суданского типа;
- очень подвижные суставы рук и ног.

По некоторым признакам, прежде всего, по малому росту, негрилли сходны с негритосами меланезийской расы, живущими в Юго-Восточной Азии. Данное сходство даёт основание предполагать, что особенности данных антропологических типов сформировались в результате адаптации к одинаковым условиям жизни в тропических дождевых лесах (в условиях нехватки питания, недостатка света и пространства).

## Происхождение и история
Популяции негрилли представляют, по-видимому, древнее автохтонное население бассейна реки Конго. Древнейшие упоминания о пигмеях, представленные в древнеегипетских надписях, относятся к III тысячелетию до нашей эры. Согласно генетическим исследованиям, предки негрилли жили в изоляции около 60 тысяч лет. В дальнейшем в результате начавшихся во II тысячелетии до нашей эры миграций земледельческих народов, говорящих на убангийских, центральносуданских языках и языках банту, негрилльское население Экваториальной и Восточной Африки было вытеснено в труднодоступные районы.
Существуют и другие гипотезы происхождения центральноафриканской расы. Предполагается, что негрилли представляют собой группы, выделившиеся около 4—5 тысяч лет назад из земледельцев и вторично перешедшие к собирательству. При этом западные негрилльские группы возникли практически в это же время в результате переселения восточных групп негрилли на запад и последующей метисации их с группами негрской расы (размеры лица и рост западных групп в среднем превышает показатели восточных групп). По другой гипотезе, поддерживающей сравнительно позднее разделение на западную и восточную группы — от 3 до 5 тысяч лет назад, утверждается древнее происхождение центральноафриканской расы (более 40 тысяч лет назад). Также имеется гипотеза, согласно которой утверждается как древнее происхождение негрилли, так и их раннее по времени разделение, произошедшее порядка 18 тысяч лет назад, при этом отрицается смешение западных негрилли с пришедшими с севера негроидами. В некоторых исследованиях на основании антропометрических и генетических данных выдвигается версия независимого происхождения западных и восточных групп негрилли и указывается на возможность выделения вместо одной негрилльской двух разных рас.
Между пигмеями и представителями негрских групп суданского и нилотского типов всегда поддерживался оживлённый культурный и товарный обмен (в частности, в результате такого рода контактов пигмеи полностью перешли на языки своих соседей). Также нередки между ними были случаи межрасовых браков, которые привели к возникновению смешанных популяций. Возможно, метисация пигмеев с соседними высокорослыми негрскими группами повлияла на формирование в разных районах бассейна реки Конго особого центральноафриканского (пелеонегроидного, тропического) типа, для которого характерны более низкий рост в сравнении с суданским типом, умеренная долихокефалия и коренастое телосложение. Несмотря на процессы метисации, происходящие на границе ареалов негрилли, во внутренних частях ареалов специфика центральноафриканской расы продолжает сохраняться.